# 圣安娜-杜蒙达乌
圣安娜-杜蒙达乌（葡萄牙語：Santana do Mundaú）是巴西阿拉戈斯州的一个市镇。总面积223.62平方公里，总人口11657人，人口密度52.1人/平方公里。